# Анархізм у Білорусі
Анархізм у Білорусі — історія анархістів на території Білорусі в різні періоди та в сучасній Республіці Білорусь.
Анархісти в Білорусі регулярно проводять акцію «Їжа замість бомб». Анархісти годують бездомних і голодних на благодійних засадах. Під час акції активістів часто затримує міліція.
Переважна більшість анархістів Білорусі є автономні, та не є членами жодних груп чи організацій.

## Анархізм часів панування Російської імперії
Перші згадки про анархістів на території Білорусі належати до передодня революції 1903-07 років, коли в ряді міст почали виникати перші анархістські гуртки. Перша анархістська група в Російській імперії виникла в місті Білосток, Гродненської губернії, сталося це навесні 1903 року. Більшість перших анархістів Білорусі були вихідцями з соціалістичних партій — Бунди, РСДРП, соціалістів-революціонерів, які були незадоволені стриманою позицією і «генеральством» своїх партійних комітетів. Анархісти вимагали знищення будь-якої держави, вважаючи не тільки монархію, а й парламентську республіку знаряддям класового гноблення, привілеїв і нерівності. Слово «демократія» було мало не образливим для анархістів, бо воно все-таки означало «кратію», владу, причому з боку ненависної їм буржуазії.
Бувши спочатку нечисленними, анархісти бурхливо зайнялися поширенням індивідуальним терором. Завдяки такій «пропаганді дією» буквально в перші роки свого існування, анархізм перетворився в досить широкий революційний рух, залучивши на свій бік радикальні верстви суспільства. Завдяки залякуванню роботодавців – так званому «економічному терору», анархісти-комуністи виграли більшість страйків. Це створювало навколо них ореол «захисників робітничого класу», завдяки чому робітники Білостока та інших міст масово вступали до анархістської федерації. Однак, далі анархістам не вдалося просунутися.
Відомо, що класик білоруської літератури Максим Богданович був анархістом, який у студентські роки, прочитавши Бакуніна, намагався підірвати адміністрацію рідної гімназії саморобною бомбою.

## Жовтнева революція і влада СРСР
Лідерами анархістського руху в Петрограді та Кронштадту в 1917 році були вихідці або учасники анархістського руху в Білорусі — Йозель Хона Блейхман, Хаїм Ярчук та інші. Але в той час, як на території СРСР слабшали зв'язки між більшовиками та анархістами, на окупованих німцями територіях Білорусі єдиний фронт усіх радянських партій, що діяли в підпіллі, зберігався до початку 1919 року.
До початку 1920-х років в Білорусі продовжували діяти легальні та напівлегальні гуртки анархістів. Але потім репресіями – з одного боку, залученням лояльних анархістів-комуністів до лав комуністичної партії — з іншого боку, більшовикам вдалося обмежити вплив анархістського руху. За короткий час Ради з органів народного самоврядування, про які мріяли прихильники Петра Кропоткіна, були повністю перетворені партійною бюрократією на свої допоміжні органи. Анархісти поповнили заслання та політичні ізолятори.
Відродження ідей анархізму відбувається вже в роки перебудови. Правда, в 1960-1970-х роках в Мінську, Гомелі та інших містах були «хіпі», яких з певною натяжкою можна віднести до анархістської субкультури. Однак за радянської політичної ситуації таких організацій не існувало.

## Відродження анархізму у незалежній Білорусі

### 1990—2000 роки
Навесні 1991 року гомельські анархісти взяли участь у загальноміському страйку, сприяючи об'єднанню робітників заводу «Полісдрук».

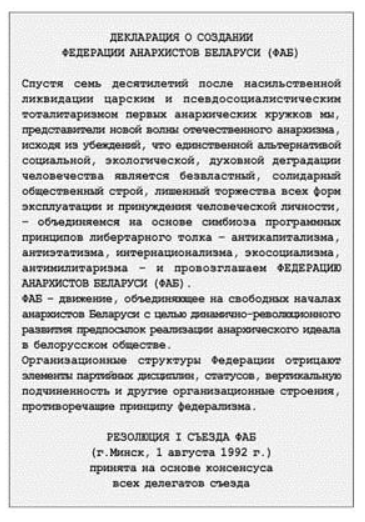
Декларація про створення ФАБ

1 серпня 1992 року з ініціативи Олега Новікова в Мінську на з'їзді активісти Мінська, Гомеля і Світлогірська об'єдналися у Федерацію анархістів Білорусі (ФАБ).
6 жовтня 1992 року, в Міжнародний день боротьби з безробіттям, гомельські анархісти провели несанкціонований мітинг, який закінчився сутичками з поліцією та арештами. У тому ж році за участю гомельських анархістів був створений «Хаврус безробітних», організовувалися агітаційні кампанії на підприємствах міста. У 1993 році в Гомелі вийшла газета «Анархія» — перше анархістське видання в Білорусі.
У 1995 році було офіційно зареєстроване товариство «Чырвоны жонд». З 1995 по 2000 рік «Чырвоны жонд» активно діяв як антипартійна група.
З початку 1998 року «Червоний Жонд» почав видавати газету «Вісті». На початку 1999 року в результаті кампанії «Legalize it» вдалося домогтися офіційної реєстрації газети «Навінкі», яка раніше видавалася нелегально. Водночас у Білорусі «Червоний жонд» заборонений.
Однією з найтриваліших акцій, проведених за участю білоруських анархістів, можна вважати екологічну кампанію «Веселка», розпочату в 1998 році. Кампанія була розкритикована проти розроблених урядом планів будівництва білоруської АЕС. За участю активістів ФАБ була створена незалежна екологічна ініціатива «Экасупраціў», яка взяла на себе організацію всієї кампанії, до якої залучили співробітників Академії наук Білорусі, зацікавлених науковців, пресу, а також активістів російського радикального екологічного руху «Ахоўнікі Вясёлкі», який мав досвід такого роду заходів. Почала виходити газета «Вясёлка», на сторінках якої висвітлювалися всі аспекти ядерної енергетики та радіоекології. Протягом 1998-1999 рр. за участю вчених було організовано кілька семінарів з питання доцільності будівництва АЕС. Влітку 1998 року активісти «Екосупраців» організували «Марш за без'ядерну Білорусь» на запланованих місцях будівництва АЕС у Могильовській області, метою якого була антиатомна пропаганда серед населення та населення прилеглих районів. У Могильові, Шклові та інших містах області пройшли пікети місцевих адміністрацій. В результаті широкої громадської кампанії за допомогою співробітників Академії наук вдалося домогтися мораторію на розробку проєкт будівництва Білоруської АЕС.

### 2000—2010 роки
З 2000 року білоруські анархісти приєдналися до загальноєвропейської кампанії «Нелегальних людей не існує!», спрямованої проти посилення міграційної політики Євросоюзу. Влітку 2001 року Федерація Анархістів Польщі (Federacja Anarchistyczna) організувала міжнародний табір «Проти кордонів» у Кринках біля Білостока, в якому допомагали активісти ФАБ. У таборі взяли участь близько сотні анархістів з Польщі, Білорусі, Росії, України, Німеччини та інших країн. Під час роботи табору було організовано декілька демонстрацій та пікетів проти посилення прикордонного режиму на білорусько-польському кордоні, яке проводила Польща під тиском Євросоюзу.
13 лютого 2005 року створено філію «Аўтаномнае Дзеянне – Беларусь». Учасники АД-Білорусь брали участь та очолили «Чорнобильський шлях»  2006—2009, півторатисячного «соціального марш» 2007 року від Академії наук у Мінську, марш Дня міжнародної солідарності трудящих у 2008, акції проти вчення «Захід-2009» .
2008 року, після зміни місця будівництва Білоруської АЕС з'явилася анархістська група «Антыатамны супраціў». Анархісти виходили на «Чорнобильський шлях» у 2006—2009 роках, організовували несанкціоновані антиатомні пікети, розповсюджували власні листівки та брошури проти АЕС. У вересні 2010 року анархісти та «Атомний опір» зокрема сильно постраждали від репресій після того, як раніше невідома анархістська група «Сябры свабоды» взяла на себе відповідальність за підпал автомобіля на території російського посольства .
11 квітня 2010 року «Автономна акція — Білорусь» припиняє своє існування і перетворюється на «Революційну дію». Обидві організації відкрито співчували нападам анархістів на державні та фінансові установи, які відбулися в Мінську у 2009–2010 роках.

### 2010—2020 роки

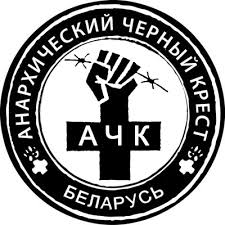
Логотип АЧХ-Білорусь

У січні 2011 року був організований «Анархічны чорны крыж» («АЧК-Білорусь») - білоруське відділення міжнародної організації «Чорний хрест анархії», що займається організацією підтримки ув'язнених анархістів і громадських активістів.
У 2012 році була заснована етноанархічна група «Пошуг». Учасники групи використовували чорно-червоно-чорний прапор, але діяли без сформованої програми та платформи. Деякі активісти угруповання були фігурантами «справи графітників» 2015 року  та «справи антифашистів» 2017 року .
Навесні 2014 року анархісти розпочали кампанію проти проведення в Білорусі чемпіонату світу з хокею .
У грудні 2014 року анархісти в Мінську провели перший незаконний пікет з 2010 року. Його реалізація була пов'язана з введенням нових податків і погіршенням економічного становища громадян країни, альтернативою чому анархісти бачили передачу контролю над бюджетом суспільству .
На початку 2015 року анархістський рух потрапив під масові репресії білоруських правоохоронних органів, спричинені пікетом наприкінці 2014 року .
Протягом 2015-2017 років анархісти провели кілька незаконних маршів і пікетів у Бресті, Мінську та Барановичах. Регулярно поширюється пропаганда, пов'язана з соціальними та економічними проблемами білоруського суспільства: підвищенням податків, військовими призовами  або жорстокістю поліції. На той час найбільш активними були групи активістів з Бреста, Мінська та Гродно .
У цей же період на сайті Революційного діяння були опубліковані акції, в ході яких будівлі МВС РБ і Слідчого комітету закидали димовими шашками, а білборди з «держпропагандою» пошкодили фарбою.  Одним із найрезонансніших стало розмальовування будівлі Белтелерадіокомпанія, яке активісти пов’язали з «постійною брехнею в ефірі» з боку державних ЗМІ . Влітку 2017 року анархісти за допомогою коктейлів Молотова спалили рекламу служби судових приставів у місті Івацевичі. Пізніше було відкрито кримінальне провадження та затримано двох підозрюваних .

#### Протести проти Указу Президента №3
Під кінець лютого 2017 року, закінчився термін сплати податку, визначеного Декретом № 3 Президента Республіки Білорусь. Цей податок викликав невдоволення громадян Білорусі, в результаті чого в країні пройшла серія протестів, в деяких з яких брали участь анархісти. Наприкінці лютого вони перекрили проїжджу частину однієї з вулиць Мінська, по якій пройшли з піротехнікою та транспарантом «Службовец — галоўны дармаед». Під таким же гаслом велася агітація в інших містах. Таким чином, активісти наголошували увагу на тому, що навантаження на бюджет країни створюють не люди, які втратили роботу внаслідок вікового безробіття, а надмірний адміністративний апарат, ефективність якого була під сумнівом.
5 березня у Бересті відбулися чергові акції протесту проти Декрету №3, біля будівлі міськвиконкому, яку неочікувано очолила група анархістів під чорними прапорами та з транспарантом "Службовец — галоўны дармаед". Анархісти кілька разів виступили в мегафон і дали можливість висловитися будь-кому з мітингувальників. Потім колона з 1000-2000 мітингувальників на чолі з групою анархістів, скандуючи гасла, пройшла по вулиці Радянській і перекрила проспект Машерова. Акція завершилася після короткого пікету біля будівлі ЦУМА. Того ж дня у Бресті за цими подіями було затримано 5 осіб.
13 березня на сайті «Рэвалюцыйнага Дзеяння» та спільноті організації в соцмережах почали поширювати заклики до акцій протесту в ряді міст Білорусі 18-19 березня. У підсумку акції пройшли лише в п'яти містах і зібрали загалом від 200 до 500 осіб.
Після розгону демонстрації 25 березня в Мінську та арешту багатьох протестувальників і анархістів «Революційна дія» запустила проєкт «БандаЛукі», в рамках якого збирала досьє на співробітників МВС, спецслужб і державних працівників ЗМІ, які брали участь у репресіях проти опозиції та анархістів.

#### Вибори 2020 року

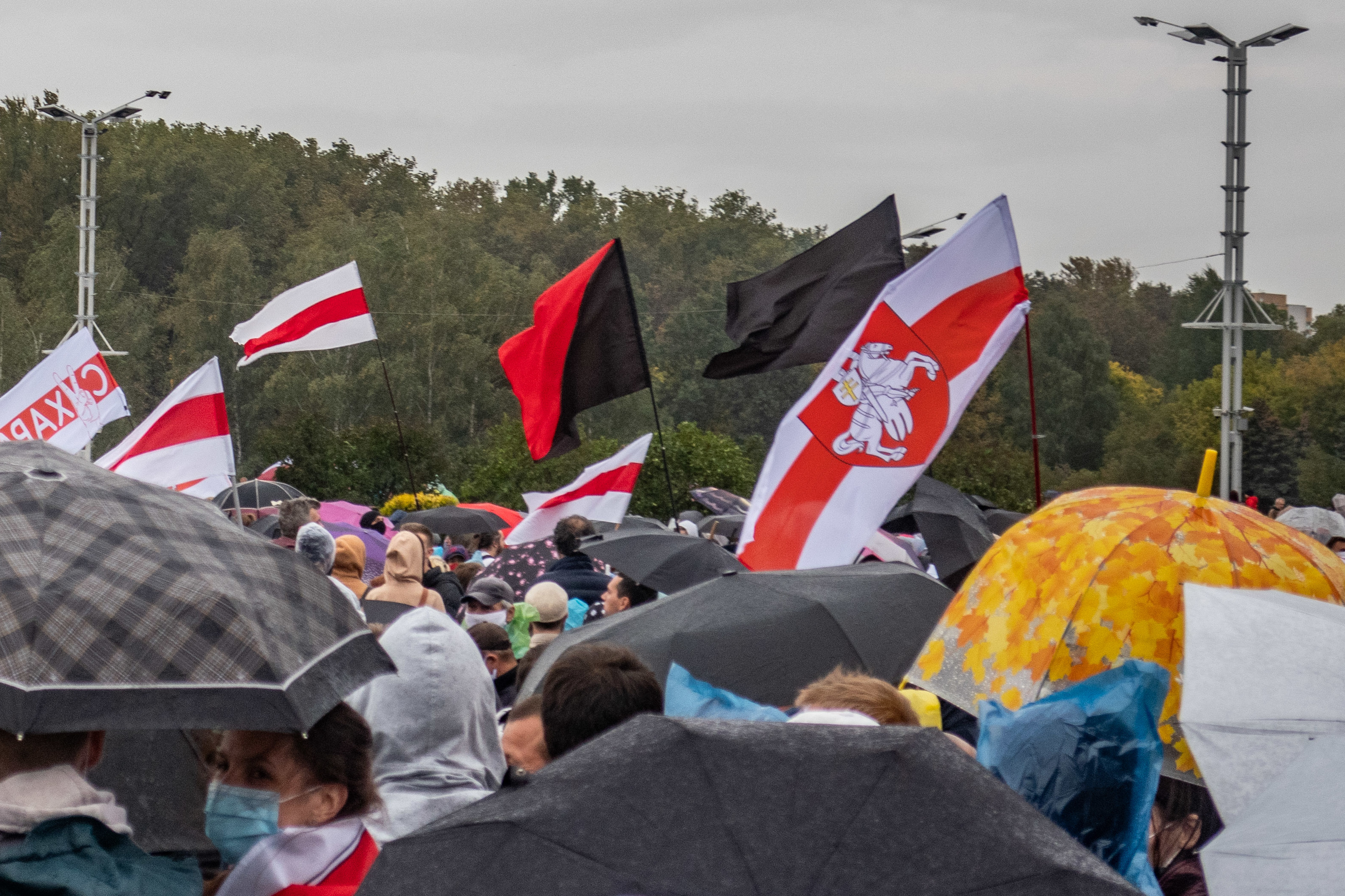
Прапори анархістів на акції протесту 27 вересня в Мінську

Анархісти масово брали участь у передвиборчому етапі, розповсюджуючи листівки та пікетуючи.
9 серпня, під час спалаху протестів, анархісти відразу взяли активну участь в акціях проти фальсифікації виборів. Групи анархістів з прапорами та плакатами неодноразово брали участь у ненасильницьких маршах протесту та блокуванні доріг . Активно розповсюджувалися листівки та наклейки.
Група «Анархічны Чорны Крыж Беларусь» закликала до організації міжнародної компанії солідарності 14 серпня.
На масових акціях протесту міліція цілеспрямовано займалася виявленням анархістів. 12 жовтня заступник міністра внутрішніх справ Генадзь Казакевич назвав анархістів серед організаторів масових акцій протесту. Повідомлялося про примус про причетності в анархізмі: житель Мінську,  затриманий 12 жовтня стверджував, що міліціонери били його і вимагали зізнатися у причетності до анархістського руху та адмініструванні їхніх груп у соцмережах .
Багатьох анархістів затримували як на акціях протесту, так і в інший час. Проти деяких порушено справи як за статтею 23.34 Кодексу про адміністративні правопорушення Республіки Білорусь, так і за кримінальними статтями. Повідомлялося, що проти анархістів свідчили  міліціонери у масках зі зміненими іменами . «Анархічны Чорны Крыж» заявив про катування електрошокером в СІЗО КДБ близького до анархізму Олександра Францкевича, з метою змусити його дати свідчення. У Барановичах у жовтні слідчий комітет провів обшуки у шістьох анархістів, вилучивши у деяких з них комп’ютери та телефони, по справі розбитого вікна в місцевій прокуратурі .
28 жовтня на білорусько-українському кордоні затримали 4 анархістів — Ігоря Аліневича, Змітра Разановича, Сергія Романова, Змітра Дубовського . Влада та державні ЗМІ звинуватили затриманих анархістів у терористичній діяльності . Їм пред'явлено звинувачення за статтями 289 КК РБ (терористичний акт) та 295 КК РБ (незаконний обіг зброї) . У результаті фігуранти справи отримали покарання у вигляді позбавлення волі на строк від 18 до 20 років .
12 листопада в Опиповицьку на конспіративній квартирі був затриманий журналіст та активіст анархістського руху, Микола Дзядок. Тоді ж співробітники. Тоді ж співробітники головного управління по боротьбі з організованою злочинністю і корупцією та МВС РБ захопили його телеграм-канал . Під час затримання Дзядка побили . Анархічний Чорний Хрест заявив, що Дзядька катували, щоб отримати доступ до комп’ютерних даних .